# Dhamar
Dhamar (àrab ذمار, també apareix algun cop com a Dhimar) és una ciutat del Iemen uns 100 km al sud de Sanaà en la carretera de Sanaà a Aden, situada prop de la fortalesa d'Hirran a uns 2400 sobre el nivell de la mar. És capçalera de la governació de Dhamar. El seu nom derivaria del suposat fundador, el rei himiarita Dhamar Ali Yahber de Saba i Dou-Reddan (15-35) una estàtua del qual es va trobar a la vila d'Al-Nakhla Al-Hamraa ("La Palmera Vermella"). La ciutat i regió és un dels centres arqueològics més importants del Iemen. El cavalls de Dhamar foren famosos a tot Iemen. La ciutat és l'única del Iemen que no està emmurallada.
Aquesta ciutat fou el centre de la secta Zaydiyya. La seva madrassa estava freqüentada per 500 estudiants durant el segle xvi. A la població hi vivien un bon nombre de jueus i banians. Avui dia és seu de la universitat de Dhamar, la més gran del Iemen.

## Persones il·lustres
- Shoshana Damari.